# Begudà
Begudà és un poble del municipi de Sant Joan les Fonts, a la Garrotxa.

La segona partició de l'escut del municipi on pertany Begudà (Sant Joan les Fonts) fa referència al martiri de Santa Eulàlia, patrona del poble.

Situat sobre una plana, l'encerclen les serralades de Mont-rós, Sant Julià, Batet i Aiguanegra. La part més arraconada és travessada pel riu Turonell, que neix al Clot de Monjos l'alimenten diverses fonts: font ses Cots, font de Can Plana, font de Cusei... El Turonell desemboca al Fluvià, just al peu de la Cinglera de Castellfollit de la Roca.
Actualment el pla de Begudà acull el polígon industrial més important del municipi, que tot i que ha aconseguit que la zona no quedés despoblada, no n'ha permès una recuperació de població important. Les causes són la proximitat amb Olot i el fet que Begudà està integrat dins del Parc Natural de la Zona Volcànica de la Garrotxa i no es contempla com a zona residencial.

## Història
Durant segles, la vida de Begudà es va moure al voltant de l'explotació de masies i sota la direcció espiritual que sortia de l'església de Santa Eulàlia. Aquest temple és el centre del poble de Begudà, on es creu que soterrada, i en algun punt, existeix la vil·la del romà Begutius, que va donar nom al lloc.
En el cens de 1924 s'estipulen 119 habitants a Begudà, 194 a Aiguanegra i 91 a Sant Cosme. Actualment, però, els habitants s'han reduït a la meitat degut a l'abandó de la pagesia.
Fins a mitjans del segle xx, Begudà era la capital administrativa del municipi de Sant Joan les Fonts. Durant la segona meitat segle XX s'hi va instal·lar l'empresa Noel Alimentària.

## Patrimoni

### Església de Sant Cosme i Sant Damià
Església d'una sola nau, amb absis semicircular, volta de canó i campanar de torre. Al voltant s'hi va formar Sant Cosme, una de les zones de Begudà, actualment deshabitada.